# Rust Never Sleeps

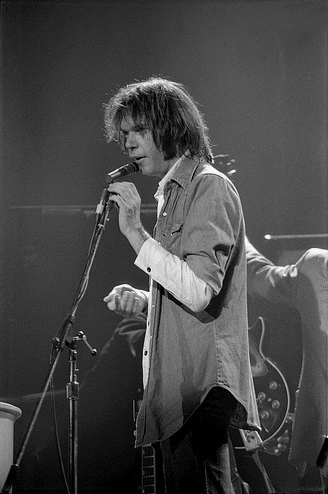
Neil Young (1976)

Rust Never Sleeps (engl. für Rost schläft nie) ist sowohl der Titel eines Albums von Neil Young und Crazy Horse als auch eines zur gleichen Zeit aufgenommenen Konzertfilms.

## Album
Die erste Hälfte des 1979 veröffentlichten Albums – der ersten LP-Seite entsprechend – ist mit akustischen Instrumenten eingespielt worden. Die ersten drei Stücke basieren auf zum Teil nachbearbeiteten Konzertmitschnitten von Youngs Solotour im Mai 1978. Zwei Titel sind Studioaufnahmen: Sail Away wurde während der Aufnahmen zu Comes a Time aufgenommen und Pocahontas solo etwa um 1975. Bei Sail Away wurde Young vom „Gone With The Wind Orchestra“ unterstützt, das aus Nicolette Larson, Joe Osborn (Bass) und Carl T. Himmel (Schlagzeug) bestand.
Die zweite Hälfte wurde während der „Rust-Never-Sleeps-Tour“ aufgenommen, die Young mit seiner Begleitband Crazy Horse im Herbst 1978 bestritt. Die Titel basieren auf Live-Aufnahmen, dabei sind zum Teil stark verzerrte elektrische Gitarren zu hören. In der Nachbearbeitung wurden einige Overdubs hinzugefügt, so zum Beispiel bei dem Lied Hey Hey, My My, das als einziges Stück von Rust Never Sleeps am 22. Oktober 1978 im Cow Palace mitgeschnitten wurde. Es ist zwar in weiten Teilen identisch mit der auf dem Album Live Rust veröffentlichten Version derselben Aufnahme, enthält aber z. B. ein zusätzliches Gitarrensolo nach der ersten Strophe, das in der Originalversion des Konzerts auf Live Rust nicht enthalten ist. Die Version auf Rust Never Sleeps ist etwa eine halbe Minute länger. Im Unterschied zu Live Rust wurde auf Rust Never Sleeps außerdem der Publikumstrack zum größten Teil entfernt (am Beginn und Ende der Stücke ist er teilweise noch zu hören).
Der Albumtitel zitiert einen Werbeslogan für Rust-Oleum-Farbe, der im Lied Hey Hey, My My aufgegriffen wird. Dieses letzte Stück des Albums ist eine elektrisch verstärkte Variation des Eröffnungstitels My My, Hey, Hey, der mit Akustikgitarrenbegleitung vorgetragen wird. Wie bereits das Album Tonight’s the Night und später Freedom wird Rust Never Sleeps damit von zwei Versionen eines Liedes eingerahmt. Beide Stücke unterscheiden sich textlich nur in Details. Die Zeile „It’s better to burn out than it is to rust“ aus My My, Hey Hey stammt von Jeff Blackburn, mit dem Young 1977 in der Band The Ducks spielte. In Hey Hey, My My wird sie variiert zu „It’s better to burn out 'cause rust never sleeps“.
My My, Hey Hey (Out of the Blue) ist das Titelthema des Films Out of the Blue von Dennis Hopper aus dem Jahr 1980.
Die Titel Sedan Delivery und Powderfinger schrieb Neil Young zuerst für Lynyrd Skynyrd.
Die Musikzeitschrift Rolling Stone führt das Album auf Platz 351 der „500 besten Alben aller Zeiten“.

### Titelliste
Seite 1:
1. My My, Hey Hey (Out of the Blue) [3:45]
2. Thrasher [5:38]
3. Ride My Llama [2:29]
4. Pocahontas [3:22]
5. Sail Away [3:46]

Seite 2:
1. Powderfinger [5:30]
2. Welfare Mothers [3:48]
3. Sedan Delivery [4:40]
4. Hey Hey, My My (Into the Black) [5:18]

Alle Lieder wurden von Neil Young geschrieben, außer My My, Hey Hey von Neil Young und Jeff Blackburn.

## Film
Der Film Rust Never Sleeps entstand als Mitschnitt eines Konzerts am 22. Oktober 1978 im Cow Palace in San Francisco. Regie führte Bernard Shakey, ein Pseudonym, hinter dem sich Neil Young selbst verbirgt. Das Album Rust Never Sleeps wurde auf verschiedenen Konzerten der 1978er Tour mitgeschnitten, nicht aber an jenem 22. Oktober (Ausnahme: Hey Hey, My My, s. o.). Stattdessen wurde als Soundtrack zum Film das Album Live Rust veröffentlicht (zunächst als Doppel-LP, später als CD).

### Titelliste Film
1. Introduction: Star Spangled Banner / A Day in the Life [7:29]
2. Sugar Mountain [4:46]
3. I Am a Child [2:50]
4. Comes a Time [3:04]
5. After the Gold Rush [3:55]
6. Thrasher [5:37]
7. My My, Hey Hey (Out of the Blue) [3:59]
8. When You Dance I Can Really Love [3:53]
9. The Loner [4:43]
10. Welfare Mothers [3:42]
11. The Needle and the Damage Done [2:05]
12. Lotta Love [3:16]
13. Sedan Delivery [5:45]
14. Powderfinger [5:26]
15. Cortez the Killer [8:43]
16. Cinnamon Girl [4:05]
17. Like a Hurricane [10:35]
18. Hey Hey, My My (Into the Black) [5:28]
19. Tonight’s the Night [7:40]

### Veröffentlichungen
Der Film erschien 1979 auf VHS. Die DVD-Wiederveröffentlichung erfolgte am 24. September 2002. Im Jahr 2005 erschien bei Falcon Neue Medien eine DVD mit dem Titel neil young & crazy horse LIVE, bei der es sich (wie das Backcover verrät) ebenfalls um den Film Rust Never Sleeps handelt.

### Soundtrack
Als offizieller Soundtrack erschien das Album Live Rust, auf dem das Konzert leicht gekürzt wiedergegeben wird; es fehlen die Introduction, die Titel Thrasher und Welfare Mothers sowie einige nicht von Musik unterlegte Zwischensequenzen.
In Europa erschien 2007 beim niederländischen Immortal-Label eine Live in San Francisco betitelte Doppel-LP/CD, die alle von Neil Young während des Konzerts am 22. Oktober 1978 gespielten Stücke enthält.